# Ray Wilkins
Raymond "Ray" Colin Wilkins, (født 14. september 1956, død 4. april 2018) var en engelsk fodboldspiller og træner. 
Wilkins spillede i løbet af sin fodboldkarriere for Chelsea FC (1973-1979), Manchester United FC (1979-1984), AC Milan (1984-1987), Paris St. Germain (1987), Crystal Palace F.C. (1994), Queens Park Rangers (1994-1996), Wycombe Wanderers (1996), Hibernian FC (1996-1997), Millwall FC (1997), Leyton Orient (1997). 
Wilkins har desuden været træner for Queens Park Rangers og Fulham F.C.. Ray Wilkins har også fungeret som assisterende træner i Chelsea FC. Han forlod klubben, efter at have været i et skænderi med ledelsen. Ray Wilkins har også spillet for det engelske fodboldlandshold fra 1976 til 1986.
Wilkens spillede 84 landskampe og scorede 2 mål for det engelske fodboldlandshold.
D. 30. marts 2018 fik Wilkens pludselig hjertestop og blev lagt i koma på St. George's Hospital i Tooting. Han døde d. 4. april 2018 i en alder af 61.